# 黃文忠 (1990年)
黃文忠（1990年9月20日—），出生於臺北市文山區，臺灣男子職業公路自由車選手。2020年8月22日，以4分21.094打破全國場地錦標賽事四公里團隊追逐項目紀錄。

黃文忠（1992年9月20日—），台灣自行車運動員及企業家，曾任台灣職業自由車選手，現為台灣威特運動（WiNSPORTS）營運長&創辦人、EPIC Racing Team 車隊創辦人及乖寶寶單車訓練中心負責人，並經營個人YouTube頻道分享單車賽事解析及訓練知識。
生平
黃文忠於國中時期加入籃球校隊，曾參加國中甲組聯賽，目標為進入高中籃球聯賽（HBL）。國二期間因左手骨折受傷，轉而接觸自由車運動。起初以興趣騎乘，後來在加入單車俱樂部後接受系統化訓練，開始參加國內賽事。
高中時期轉學至新竹世界高中，加入單車隊。高二期間入選新竹縣青年國家隊，參加日本舉辦的亞洲青年公路及場地錦標賽。隨後因培訓2010年廣州亞運會加入左營國家訓練中心。
大學考取國立臺灣體育運動大學，2011年加入捷安特建大職業車隊（RTS Racing Team）。大學畢業後轉戰高士特職業車隊，展開旅歐賽事生涯。2016年於全國公路錦標賽獲得亞軍。2019年結束與盧比安納高士特森地客車隊（Team Ljubljana Gusto Santic）的合約，正式告別職業賽場。
事業發展
黃文忠退役後投入自行車運動推廣與企業經營。2022年創立 EPIC Racing Team 車隊與乖寶寶單車訓練中心，培養新一代車手。
2017年創立運動補給品牌 WiNSPORTS，並拓展外銷至馬來西亞、香港、新加坡、泰國等地。
2024年成立威特運動行銷有限公司，擔任負責人。
除企業經營外，黃文忠亦透過「週六特快車」活動定期帶領年輕車手訓練，並在YouTube頻道分享專業的賽事講解與經驗。
個人生活
黃文忠主張「Short Life. Long Road. Ride Fast」的人生理念，並持續以非全職選手身份保持高強度訓練。他相信，只要還能踩動踏板，就不會停下來。

## 成績
- 2008年全國公路錦標賽，男子青年組個人公路賽銀牌
- 2010年全國俱樂部聯賽，RE19組年度總冠軍
- 2011年全國俱樂部聯賽，AMD阿里山站總冠軍
- 2012年Never Stop武嶺登山賽，總冠軍
- 2013年全國運動會，團隊追逐賽銅牌
- 2014年第六屆武嶺盃自行車大賽，菁英組總冠軍（2小時49分32秒）[3]
- 2015年台灣KOM登山王自行車節「東進武嶺」，台灣第三名[4]
- 2016年全國公路錦標賽，個人公路賽銀牌[4]
- 2018年第10屆建大輪胎武嶺盃冠軍，成績2小時41分41秒，若以地理中心碑出發到武嶺，時間約為2小時34分，亞軍黃文忠2小時45分32秒[5]
- 2018年全國場地錦標賽，個人公路賽第六名
- 2019年環花東自由車挑戰賽，單日冠軍（4小時27分54秒13），總排名第四[6]
- 2020年登山王之路「夏季KOM」，總冠軍[7]
- 2020年全國場地錦標賽，四公里團隊追逐賽冠軍，破大會紀錄（4分21.094）[8]
- 2021年 全國運動會 四公里團體追逐賽 金牌
- 2021年台灣自行車登山王挑戰KOM，敢鬥賞

- 2022年騎士協會-太平山登山自行車賽 總冠軍

- 2022年 建大武嶺盃 男子菁英組 總排名第三名
- 2022年 國際自由車環台公車大賽 團體總冠軍
- 2023年登山王之路「夏季KOM」，總排第二名

## 外部連結
- Wen Chung Huang （页面存档备份，存于）, ProCyclingStats
- 黃文忠的Facebook專頁
- 台灣自由車競賽萎靡、人才外流 「週六特快車」照亮希望幼苗 （页面存档备份，存于）
- 五屆環台賽國手黃文忠 宣布參選自由車選手理事 （页面存档备份，存于）